# Администрация социального обеспечения США
Администрация социального обеспечения (англ. Social Security Administration, SSA) — американский орган федеральной власти, учрежденным президентом США Франклином Рузвельтом в период Нового курса, в 1935 году — на основании «Закона о социальном обеспечении». Задача администрации состояла в управлении программой социального обеспечения, программой социального страхования — состоящей из пенсий, пособий по инвалидности и пособий по случаю потери кормильца. Чтобы получить право на большинство из этих пособий, американские работники платят налоги на социальное обеспечение со своих заработков.
Штаб-квартира SSA находится в общине Вудлон, города Балтимор, штат Мэриленд: в состав агентства входят 10 региональных отделений, 8 процессинговых центров, около 1300 отделений на местах и 37 центров телесервиса; по состоянию на 2018 год, в учреждениях суммарно работало около 60 000 человек.